# Malla Silfverstolpe
Magdalena Silfverstolpe, kaldet Malla (født 8. februar 1782, død 17. januar 1861), var en svensk kulturpersonlighed i 1800-tallets Uppsala. Efter at hun i 1819 blev enke, holdt hun en årrække salon for litterater og musikere, de såkaldte uppsalaromantikere, heriblandt Erik Gustaf Geijer, Esaias Tegnér, Johan Olof Wallin og Fredrika Bremer. Da Hans Järta i 1825 flyttede til Uppsala, blev hans hjem i højere grad samlingspunkt for gruppen, der også fik mere politisk fokus.
Siden ungdomsårene havde hun ført dagbog, som hun senere omarbejdede til sine Memoarer.